# 790'erne f.Kr.
Århundreder: 9. århundrede f.Kr. – 8. århundrede f.Kr. – 7. århundrede f.Kr.
Årtier: 840'erne f.Kr. 830'erne f.Kr. 820'erne f.Kr. 810'erne f.Kr. 800'erne f.Kr. – 790'erne f.Kr. – 780'erne f.Kr. 770'erne f.Kr. 760'erne f.Kr. 750'erne f.Kr. 740'erne f.Kr.
År: 799 f.Kr. 798 f.Kr. 797 f.Kr. 796 f.Kr. 795 f.Kr. 794 f.Kr. 793 f.Kr. 792 f.Kr. 791 f.Kr. 790 f.Kr.